# Firehannet hønsetarm
Firehannet hønsetarm (Cerastium diffusum), er en art af blomstrende planter i den lyserøde  Nellike-familien, Caryophyllaceae. Det er enårig urt der er op til 30 cm. høj. Den  forekommer i Vesteuropa hovedsageligt i kystområder; I Danmark findes den ved Limfjorden og langs Vestkysten. Blomsterne har 4 eller sjældent 5 kronblade, 4 eller 5 støvdragere, der vises mellem marts og maj. Kronbladene er meget kortere end bægerbladene. Bladene er modsat siddende, alle grønne, uden bleg kant. Frugtbladene er oprejste og diffuse ved modenhed. :490   :52